# Chelia
Chelia ou Chélia (em árabe: شلية) é uma cidade e comuna localizada na província de Khenchela, Argélia. De acordo com o censo de 2008, a população total da cidade era de 4 953 habitantes.